# L’Aurore

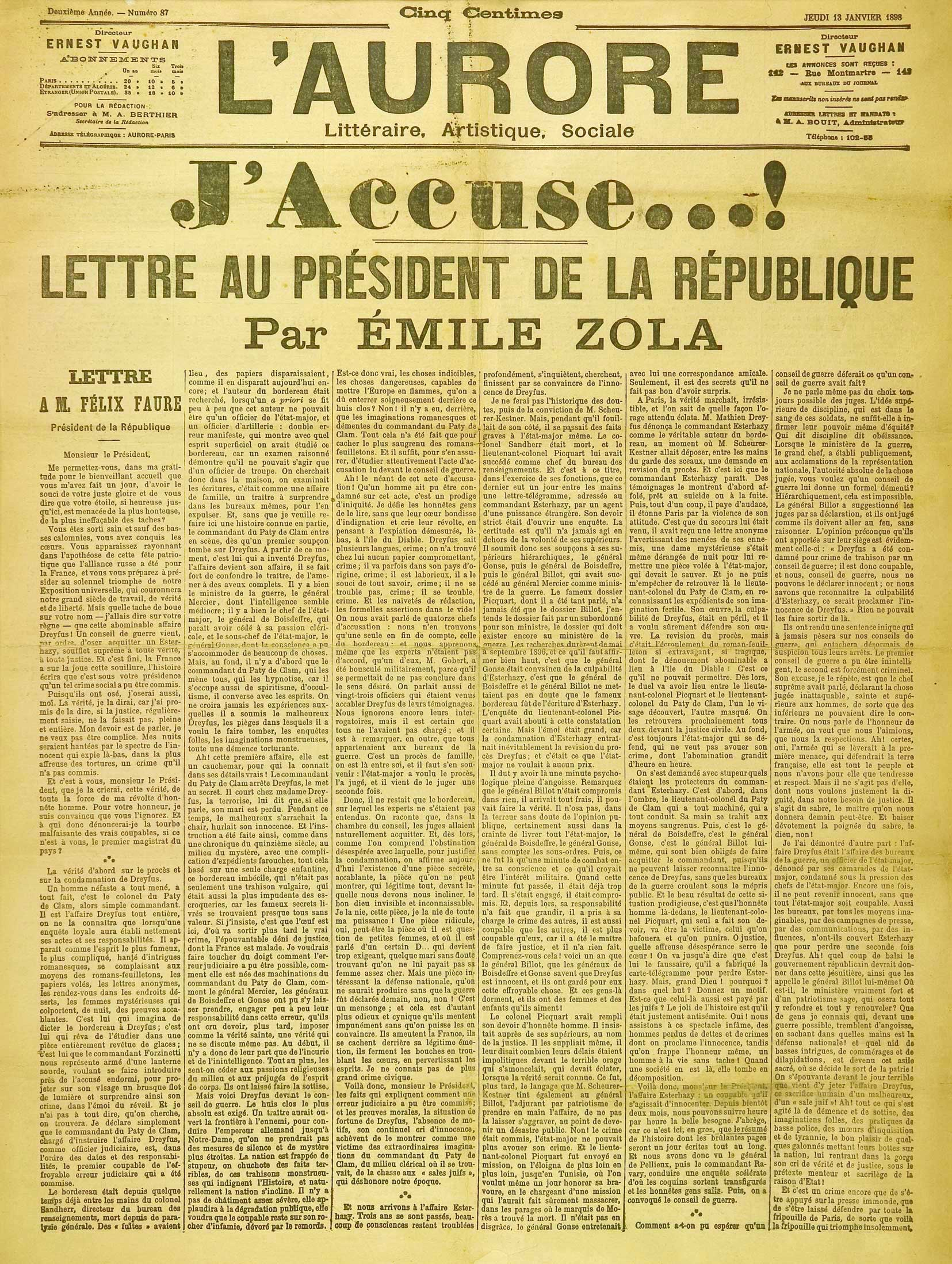
Förstasidan i L’Aurore den 13 januari 1898 med J'Accuse…!, Émile Zolas öppna brev till den franska presidenten Félix Faure om Dreyfusaffären.

L’Aurore var en fransk dagstidning som utgavs i Paris mellan 1897 och 1914, grundad av Georges Clemenceau.
Tidningen grundades för att få till stånd en resning i Dreyfusprocessen. Dess mest kända löpsedel innehöll Émile Zolas utrop "J’Accuse...!".